# Druga epoka kambru
Druga epoka kambru (nie ma jeszcze oficjalnej nazwy) – druga epoka geologiczna kambru. Trwała ok. 11 mln lat, od ok. 521 do ok. 510 mln lat temu. Jest to epoka młodsza od terenewu, a starsza od miaolingu. Dzieli się na dwa wieki, które określa się jako „3 wiek kambru” i „4 wiek kambru”, do czasu nadania oficjalnych nazw.
Chronostratygraficznym (skalnym) odpowiednikiem drugiej epoki kambru jest drugi oddział kambru. Dzieli się na dwa piętra, które określa się jako „3 piętro kambru” i „4 piętro kambru”, do czasu nadania oficjalnych nazw.